# Wilhelm Reslow
Wilhelm Fritz Reslow, född 25 maj 1856 i Lövestads socken, Malmöhus län, död 15 januari 1931 i Vanstads församling, Malmöhus län, var en svensk bokbindare, författare och fackföreningsman.
Wilhelm Reslow var son till folkskolläraren Lorentz Petter Reslow. Efter att ha genomgått folkskolan och även en tid vikarierat för fadern som lärare, började han 14 år gammal som lärling i bokbinderifacket i Lund. Efter att ha avlagt gesällprov 1874 arbetade han på olika orter och erhöll 1875 anställning på en verkstad i Stockholm. Han ingick där som medlem i Bokbinderiarbetareföreningen och blev snart en av förgrundsfigurerna i den liberala arbetarrörelsen. Han utarbetade stadgarna för det 1893 konstituerade Bokbindareförbundet och blev även vald till dess förste förbundsordförande, en post han dock lämnade redan följande år för att i stället ägna sig åt förbundsorganet Bokbindarnas facktidning, vars redaktör han var 1894–1898. I striden mellan liberaler och socialister representerade Reslow liberalerna, och han var en tid omkring 1880 vice ordförande i Stockholms liberala valmansförening, varvid han även tog initiativet till nomineringen av Hjalmar Branting som riksdagskandidat. Reslow var en av de första arbetare, som anlitades för statliga utredningar, i det han 1899–1901 var ledamot i kommittén för utarbetande av förslag till medling i arbetskonflikter. 1901–1908 och 1909–1915 vistades Reslow i USA och arbetade där som bokbindare. Efter sin återkomst till Sverige bosatte han sig i Karlshamn, varifrån han 1929 flyttade till Äsperöd. Reslow var litterärt intresserad och medarbetade i olika tidningar, bland annat Aftonbladet, och utgav även en diktsamling, Blåklint och brännässlor (1901). På ålderdomen nedskrev han sina memoarer, vilka utgavs under titeln En bokbinderiarbetares minnen (1929).